# Phaius robertsii
Phaius robertsii är en orkidéart som beskrevs av Ferdinand von Mueller. Phaius robertsii ingår i släktet Phaius och familjen orkidéer. Inga underarter finns listade i Catalogue of Life.